# Nosean
La nosean è un minerale e, in particolare, un feldspatoide appartenente al gruppo della sodalite.